# 天上の花
『天上の花』（てんじょうのはな）は、萩原葉子による日本の小説。詩人・三好達治と著者の長年にわたる交流と、三好と著者の叔母の破綻に至った同棲生活を描いた。2022年12月、これを原作とする同名の映画が公開された。

## 概要
萩原葉子の4冊目の著書であり、小説としては『女客』『木馬館』に続く3作目となる。『新潮』三月号に一挙掲載され、同年4月に第六回田村俊子賞を受賞。同年6月、単行本が『天上の花ー三好達治抄ー』のタイトルで新潮社より刊行され、第55回芥川賞候補となる。同年11月、第十三回新潮社文学賞を受賞した。
萩原が幼少の頃より接していた三好達治との生涯に渡る思い出を綴った自伝的な章と、萩原の叔母（作中では「慶子」、本名はアイ）と三好の福井県三国町（現・坂井市）での生活を慶子の視点で描写した「逃避行ー慶子の手記ー」の章で構成されている。自伝的な章では、幼少時に萩原と妹が発熱した際に三好が駆けつけ看病してくれたことや、父・朔太郎の印税が萩原に入るよう三好が奔走したことなど、萩原と三好の関係性を垣間見ることのできるエピソードが数多く綴られている。その一方で、「逃避行ー慶子の手記ー」の章においては、三好が慶子を日常的に怒鳴ったり引っ叩いたり、時に流血し顔が腫れ上がるほど激しく殴打するなどのDVを行い、同棲生活が破綻するまでの描写が小説の形式でなされている。
タイトルは三好の詩「山なみとほに」の一節「辛夷の花は天上に」から付けられた。

### 「逃避行ー慶子の手記ー」執筆の経緯
萩原は三好との思い出を執筆するにあたり、当初は三好と叔母の同棲生活についてあまり触れたくないと考えていた。1年足らずで悲惨な別れとなったことを叔母から話は聞いていたが、萩原にとっては純粋な三好と、ぜいたくな暮らしに慣れた叔母との落差を思うと気の毒に感じられたからという。しかし原稿を「新潮」の担当編集者・小島千加子に見せたところ、小島は叔母とのことを書かないと人間としての三好の全貌はつかめないと萩原に話した。そこで萩原は書く決心をし、群馬県まで叔母を訪ねて改めて話を聞いた。その後三国町へも取材に赴き、三好の門下生で終戦後に三国町に移住した則武三雄の著作物や、同じく門下生で三好とアイの生活の世話をし、後に『三好達治』や『詩人三好達治―越前三国のころ』を著した畠中哲夫の日記と話から構想を進めた。
なお、雑誌での発表時は当時の文芸時評に「慶子の手記」の章を叔母本人による手記と誤解されて批評されたため、単行本のあとがきで取材を基に構築したことを記した。

## 評価
- 芥川賞の最終選考では、瀧井孝作は「図抜けて佳かった」、井上靖は「少くとも三好達治という詩人が本質的に持っていた純粋な面だけは逃さないで、ちゃんと描き出しているだろうと思った」、川端康成は「（慶子の手記の章について）この手記によって、私は『天上の花』に一票を入れた」と評し、三氏は本作に最も高い評価をつけた。しかし11人の選者の中で意見は割れ、該当作なしとなった[5] 。
- 宇野千代は、三好達治という詩人が「常識では語り得ない苦悩を抱いたまま昇天したそのことを」「三好さん自身に代わって、美事に描き上げた」と本書を賞賛した[6]。